# Mumfie
Mumfie (Britt Allcroft's Magic Adventures of Mumfie) är en brittisk animerad TV-serie från 1994 som handlar om Mumfie, en elefant med rosa kläder. TV-serien skapades av Britt Allcroft.
Mumfie har visats på Bolibompa på SVT varje tisdag där avsnitten varade i 15 minuter. Man har även gjort en film om Mumfie och hans äventyr med sina vänner.
Seriens författare har bland annat inspirerats av engelskt måleri och Hayao Miyazakis filmer.

## Handling
Mumfie reser hemifrån för att uppleva äventyr, och han träffar många vänner, bland andra en fågelskrämma, en flygande gris och en blåval.

## Svenska röster
- Berättare – Ingemar Carlehed
- Mumfie – Frank Ådahl
- Fågelskrämma – Ulf Peder Johansson
- Rosie – Mariam Wallentin
- Napoleon – Mattias Palm
- Bristle – Bertil Engh
- Ministern ("Nattens Minister") – Gunnar Uddén
- Drottning ("Nattens Drottning") – Christel Körner
- Davey Jones – Anders Öjebo
- Fågel – Anders Öjebo
- Amiralen – Anders Öjebo
- Amiralskan – Meta Roos
- Val – Gunnar Uddén
- Ål – Christel Körner